# Northern Rage
Northern Rage è il secondo album in studio della speed metal band StormWarrior. Anche questo album è stato prodotto dal cantante e chitarrista dei Gamma Ray Kai Hansen. La versione giapponese di questo album contiene un'undicesima traccia: Turn The Cross Upside Down, cover degli Oz.

## Tracce
1. And The Northewinde Bloweth – 2:38
2. Heroic Deathe – 5:37
3. Valhalla – 3:49
4. Thy Laste Fyre – 3:49
5. Welcome Thy Rite – 4:18
6. Óðinn's Warriors – 4:15
7. Bloode Eagle – 4:30
8. Sigrblót – 5:30
9. To Foreign Shores – 3:55
10. Lindisfarnel – 8:42

## Formazione
- Lars "Thunder Axe" Ramcke - voce, chitarra
- Alex "Firebolt" Guth - chitarra
- Jussi "Black Sworde" Zimmermann - basso
- Falko "Doomrider" Reshöft - batteria

### Ospiti
- Kai Hansen - voce in Heroic Deathe, chitarra in Welcome Thy Rite